# Sân vận động Louis Armstrong
Sân vận động Louis Armstrong là sân quần vợt có sức chứa 14.000 chỗ ngồi tại Trung tâm Quần vợt Quốc gia USTA Billie Jean King, là một trong nhiều sân đấu của Giải quần vợt Mỹ Mở rộng. Sân được khai trương tại Giải quần vợt Mỹ Mở rộng 2018, thay thế cho sân Louis Armstrong 1978 cũ. Sân được đặt theo tên của nghệ sĩ nhạc jazz Louis Armstrong, người đã từng sống gần đó cho đến khi mất vào năm 1971.

## Tính năng
Sân có mái che di động, là sân lớn nhất trong số các sân số 2 của các giải Grand Slam. Tại thời điểm khai trương, đây là sân lớn thứ 13 trong số các sân quần vợt trên thế giới (tính theo sức chứa). Đây là sân quần vợt đầu tiên có mái che được thông gió tự nhiên, được làm từ vật liệu đất nung..

## Lịch sử

### Xây dựng
Sân Louis Armstrong cũ được phá bỏ sau giải Mỹ Mở rộng 2016. Để chuẩn bị cho giải năm 2017, trong khi việc xây sân mới vẫn đang được tiến hành, một sân tạm có sức chứa 8.800 chỗ ngồi đã được xây dựng trên vị trí của phòng vé cũ bị phá bỏ và lối vào East Gate, trên Bãi đậu xe B, gần đoạn đường dành cho người đi bộ đến tàu điện ngầm và tàu LIRR.

### Khai trương
Sân được khai trương vào ngày 22 tháng 8 năm 2018, trong trận đấu giao hữu giữa John / Patrick McEnroe và James Blake / Michael Chang. Trận đấu chính thức đầu tiên được tổ chức tại giải Mỹ Mở rộng vào ngày 27 tháng 8 năm 2018, giữa Simona Halep và Kaia Kanepi. Kanepi thắng sau 2 set, là lần đầu tiên tay vợt trong danh sách WTA thua ngay tại vòng 1 giải Mỹ Mở rộng.